# Le Politique
Pour les articles homonymes, voir Politique (homonymie).
Le Politique, en grec ancien : Πολιτικός, est un dialogue de Platon. Il est la suite immédiate du Sophiste, qui est censé se tenir dans la même journée, ce dernier dialogue étant lui-même la suite du Théétète. Il a pour interlocuteurs principaux l’Étranger d’Élée et Socrate (un homonyme, plus jeune que le maître de Platon).

## Personnages
- Socrate
- Théétète d'Athènes, mathématicien et philosophe.
- Théodore de Cyrène, mathématicien et philosophe, disciple de Protagoras, précepteur de Socrate et Platon.
- Un étranger originaire d'Élée, philosophe, également présent dans Le Sophiste (216 a et passim)
- Socrate dit Le jeune, également présent dans Le Sophiste (218 b) ainsi que dans la XIe des Lettres de Platon.

## Thème
Après avoir défini le sophiste dans le dialogue éponyme, l’Étranger poursuit en recherchant la définition de l’homme politique, en reprenant la méthode par rassemblement (en grec ancien συναγωγή, synagogé) et division, (diérèse, en grec ancien διαίρεσις). Ce dialogue de logique, le Politique comporte une digression sur les digressions et la juste mesure, et s’achève par des considérations sur la bonne constitution politique de la Cité : Platon critique violemment la démocratie comme le pire régime et lui préfère la monarchie ou l’aristocratie suivant les lois ; à cela il ajoute que le bon homme politique a pour tâche d’éduquer et d’unir les hommes, trop tempérants et trop fougueux, pour les amener à la juste mesure et par là en faire de bons citoyens, capables de suivre les lois ou de les critiquer, s’ils possèdent la science qui le leur permet, en vue du meilleur.

## Enquête
Il s’agit d’un dialogue entre Socrate Le jeune et l’Étranger. Platon fait une réflexion sur la législation. Il va développer l’idée selon laquelle le législateur ne doit subir aucune entrave dans l’exercice de son art. Il doit être totalement libre. Socrate va utiliser une métaphore médicale pour expliquer cette position : il utilise l’exemple du médecin qui est contraint de partir loin de ses patients et qui va consigner par écrit ses prescriptions. Avant son retour il se peut que ses prescriptions ne conviennent plus à ses malades. Le médecin sera alors obligé de modifier ses prescriptions. Il en va de même pour le législateur selon Platon, parce que les conditions du peuple ont changé. Platon ne transigera jamais sur l’idée selon laquelle l’art de la législation ne peut être pratiqué que par un petit nombre d’hommes. En effet, selon lui, la majorité ne pourra jamais acquérir une science pour gouverner puisque les hommes ne sont pas en mesure de se gouverner eux-mêmes parce qu’ils ne peuvent voter les bonnes lois.
Pour autant Platon ne va pas écarter l’intérêt de la cité tout entière. Pour lui, si le gouvernement est aux mains de peu d‘hommes qui ont la science, le gouvernement doit se faire au profit de l’ensemble de la cité. Néanmoins, le législateur n’est pas tenu de persuader le citoyen du bien-fondé de ses décisions. Socrate estime que le médecin est bien contraint de soigner son patient et ne va pas demander le consentement du patient pour le sauver. Il estime que le législateur est en droit de faire violence aux citoyens et leur imposer les meilleures lois même si les citoyens n’y consentent pas. Pour Platon, le consentement des citoyens n’est pas de nature à fonder l’autorité d’une loi et sa valeur. Son autorité et sa valeur reposent uniquement sur son essence, et notamment sa correspondance avec la justice. Donc, le législateur doit se borner à faire les lois les plus utiles à la cité, sans jamais se soucier de l’opinion des citoyens. Ce n’est pas un paramètre qui doit entrer en ligne de compte.

## Les types de régimes
Platon distingue trois grands systèmes politiques : le gouvernement d'un seul, celui de plusieurs et celui de tous les citoyens ou démocratie, dans laquelle la masse est souveraine. Le gouvernement d'un seul se subdivise en monarchie (qui respecte les lois) et tyrannie. Le gouvernement de plusieurs se subdivise en aristocratie (qui est le gouvernement des meilleurs) et oligarchie: ces deux systèmes veulent éviter qu'une seule personne exerce l'autorité, mais l'aristocratie respecte les lois alors que l'oligarchie ne le fait pas. Pour Platon, la monarchie est nettement le meilleur système: « Quant au soin de la communauté humaine en son ensemble, aucun art ne saurait prétendre plus tôt et à plus juste titre que l’art royal, que ce soin le regarde et qu’il est l’art de gouverner toute l’humanité. »
Le principe fondamental réside dans un véritable gouvernement capable d'exercer son autorité sur le peuple et de maintenir intacte la cité. Pour cela, le politique s'appuie sur la rhétorique car celle-ci a « le pouvoir de persuader la foule et la populace en leur contant des fables au lieu de les instruire ». En raison de cette fausseté inhérente à la rhétorique, Platon prend bien soin de préciser qu'elle doit être subordonnée au politique. Dans tout le dialogue, Platon lance d'ailleurs des flèches contre les sophistes, qualifiés de « bons à rien », « discoureurs en l’air », qui ont dans l’idée de corrompre les jeunes gens. L'armée doit également être subordonnée au politique : « Nous n’admettrons donc pas que la science des généraux soit la science politique, puisqu’elle est à son service ». Quant aux juges, leur rôle se limite à « juger les contrats, d’après toutes les lois existantes qu’elle a reçues du roi législateur ».

## Politique, technique politique et science politique
Platon aborde trois thèmes dans son livre Le Politique. Il réfléchit sur les compétences techniques que doit posséder un homme politique pour produire de l'unité dans une cité pour lui fondamentalement plurielle. Alors que dans le discours de La République, il compare la cité à l'âme individuelle, dans Le Politique, le second élément de la comparaison devient le « tissu ». Pour Platon, une véritable technique politique (τέχνη πολιτική, tékhné politiké) ne se limite pas à une activité pratique de mise en œuvre d'une politique, « elle suppose une véritable connaissance, une science (ἐπιστήμη, épistémé) ». Pour lui, cette science s'apparente plus aux mathématiques, c'est-à-dire, à une science utile aux autres sciences qu'à une science plus proche de la pratique. Elle est à la fois cognitive (γνωστική, gnostiké) et directive (ἐπιτακτική, épitaktiké). Il en résulte que, pour Platon, il ne suffit pas de pratiquer la politique pour être un politique. Il faut aussi détenir un savoir spécifique. Platon, dans Le Politique, utilise trois méthodes de recherche pour définir le politique : la division, le mythe et le paradigme. La division (διαίρεσις, diairesis) est la « méthode préférée du dialecticien ». Cette méthode est décrite dans le Phèdre, le Philèbe, le Sophiste et Le Politique. Elle consiste à prendre d'abord des choses ressemblantes puis à chercher à les diviser pour trouver des sous-ensembles plus homogènes. 

Cette méthode l'amène à définir métaphoriquement le politique comme un pasteur (νομεύς, nomeus) dont l'activité est de prendre soin « d'une sorte particulière de troupeau »: 

« Et cet art, notre argumentation l’a distingué de l’élevage des chevaux et d’autres bêtes et nous l’avons défini l’art d’élever en commun des hommes. »

 Comme bien d'autres professions pourraient dire qu'elles aussi prennent soin du troupeau, tels le laboureur et le boulanger, il ajoute qu'il faut aussi prendre en compte les différentes fonctions attachées au politique. 
Platon cherche ensuite à définir la politique à partir d'un mythe. Il part du règne de Cronos, qui se charge des êtres humains à un point tel que ces derniers n'ont rien à faire, ce que Platon ne semble guère apprécier tant il décrit cette vie de façon négative. Lorsque Cronos décide de ne plus s'occuper du monde, tout commence à marcher à l'envers et, par exemple, les hommes vivent de la vieillesse à la jeunesse, conduite menant à l'échec. Arrive alors l'âge des dieux olympiens, où est rétabli l'« ordre immortel de l'univers » tout en laissant une certaine liberté aux hommes. Apparaît alors la violence et l'espèce humaine menacée par les bêtes « reçoit le don prométhéen des savoirs et techniques ». Le mythe conduit à deux réflexions : une sur le rapport à l'ordre universel et aux dieux, la deuxième sur la technique.
Toutefois le mythe conduit à une impasse car on ne peut le corriger. Aussi Platon cherche-t-il à définir la politique à partir du paradigme (paradeigma) qui, selon Luc Brisson vise à « suppléer aux déficiences de la division mais aussi et encore de faire apercevoir les ressemblances entre l'objet qu'on cherche à définir et un objet connu ». En effet, pour Platon la connaissance de ce qui n'est pas connu, ou pas bien connu, n'est possible que par analogie à des choses parfaitement connues. Ce qui pose un problème à Platon c'est, comme nous l'avons vu tant pour la division que pour le mythe, « le soin (ἐπιμέλεια, épiméleia) que le politique prend de la communauté qu'il gouverne ». Dans Le Politique, ce soin est comparé par l’Étranger, un des participants à ce dialogue, à la technique du tissage de la laine en partie parce que le tissage permet de fournir des vêtements qui protègent les hommes. Le tisseur travaille à partir d'un matériau préparé d'où l'existence de techniques auxiliaires (cardage , etc.) et se heurte à des techniques rivales (fabrication de tissu à partir du lin, de la sparte etc.). À ce moment, les interlocuteurs s'interrogent sur le rapport entre la technique politique et le tissage, ce qui les amène à une discusssion sur l’art de la mesure relative et la juste mesure,.